# Verville-Sperry M-1 Messenger
Lo Sperry Messenger fu un aereo da collegamento monomotore, monoposto e biplano, progettato dall'ingegnere Alfred Victor Verville per conto della Engineering Division dello United States Army Air Service (USAAS), la componente aerea dello United States Army (esercito statunitense), e prodotto su licenza dall'azienda aeronautica Sperry Aircraft Company di Farmingdale, New York.
Tra il 1920 e il 1926, periodo in cui venne prodotto, la Sperry realizzò approssimativamente 50 Messenger e una versione biposto, indicata come Sport Plane, destinata al mercato dell'aviazione civile. Il modello, che in base alle convenzioni US Army venne indicato con la sigla M-1, e in seguito ridenominato MAT, dall'USAAS, è noto per essere stato il primo aereo ad avere un contatto con un dirigibile durante il volo.

## Storia del progetto
Al termine della prima guerra mondiale, l'allora Brigadier General dell'USAAS Billy Mitchell, espresse l'esigenza all'Engineering Division dell'USAAS, la divisione ingegneristica dell'esercito statunitense che si occupava della sua componente aerea, di sviluppare un modello in grado di dare un valido supporto ai corrieri che, dovendo consegnare dispacci tra i vari reparti il più velocemente possibile, potevano contare solo su mezzi terrestri veloci come le motociclette.
Nel 1921 l'ingegnere Alfred Victor Verville avviò lo sviluppo di un velivolo adatto allo scopo, interpellando in seguito la Sperry Aircraft Company alla quale venne commissionata la costruzione del modello che, dall'azienda, venne identificato come Sperry Messenger.
Il Messenger riproponeva l'impostazione tipica dei velivoli del tempo, un aereo leggero monomotore in configurazione traente, con velatura biplana, realizzato in legno e tela, monoposto e con un semplice carrello d'atterraggio fisso biciclo con pattino posteriore, e che per le sue caratteristiche era equipaggiato con un motore aeronautico di bassa potenza, un Lawrance L-4 tricilindrico radiale raffreddato ad aria da 60 hp (45 kW).
Adottato dall'USAAS, nel 1924 ricevette la designazione ufficiale M-1,  cui seguirono le varianti M-1A e MAT.
Lawrence Sperry, pioniere dell'aviazione statunitense e proprietario dell'azienda che portava il suo nome, decise di convertire un Messenger in aereo da turismo sportivo, grazie alla sua facilità di pilotaggio e al fatto che, date le sue ridotte dimensioni, era di facile rimessaggio potendo stare in un semplice garage. Irritato per la lentezza con cui il governo saldava i contratti nei confronti della sua azienda, decise di effettuare un gesto simbolico per attirare l'attenzione sulla situazione volando fino a Washington con il suo personale Messenger, atterrando di fronte al Campidoglio. In quell'occasione girò attorno all'edificio al livello del suolo per interrompere una seduta del Congresso degli Stati Uniti d'America, per poi accedere rimbalzando ai gradini della scalinata d'accesso e, lasciato il velivolo, si precipitò nell'ufficio del vicesegretario della Marina. Successivamente effettuò una seconda simile impresa atterrando nei pressi del Lincoln Memorial.
Il prototipo fu inoltre usato da Sperry per una serie di dimostrazioni in Inghilterra, davanti al personale della Royal Air Force, nel tentativo non riuscito di ottenere un contratto di fornitura dalla forza aerea britannica. Il 13 dicembre 1923, altre fonti riportano il 23, nel tentativo di attraversare il canale della Manica dalla Francia all'Inghilterra, Sperry scomparve nel tratto di mare, ed il suo corpo fu individuato solamente l'11 gennaio 1924.

## Impiego operativo
Per le ridotte dimensioni, la semplice costruzione e il basso prezzo il Messenger fu un modello ideale per essere impiegato in prove e sperimentazioni varie. Oltre al ruolo per cui era stato sviluppato, la National Advisory Committee for Aeronautics (NACA) ne utilizzò un esemplare per le sue ricerche sull'aerodinamica dal 1923 al 1929.
Sperry ne modificò inoltre dodici in una speciale variante equipaggiata con apparecchiatura radio ricevente, indicata come Messenger Aerial Torpedo (MAT), in grado di essere pilotata in remoto, variante portata in volo con successo tra il maggio e il giugno 1922. Questo fu uno dei primi esperimenti sulle bombe volanti radiocomandate.
Sperry sviluppò anche un apparato che applicato al velivolo consentiva di agganciare un dirigibile per poi sganciarsene e riprendere il volo, sperimentazione coronata dal successo il 18 settembre 1923, o nel dicembre 1924 secondo altre fonti. Il 15 dicembre, presso lo Scott Field, Illinois, il Lieutenant Clyde Finter si agganciò ad un trapezio attaccato al TC-3, un dirigibile semirigido classe TC dello US Army Corps. Finter, rimasto a bordo del Messenger, restò assieme al velivolo per breve tempo attaccato al TC-3 mentre questo fece un giro sopra l'aerodromo, quindi sganciatosi ritornò a terra atterrando con successo.

## Varianti

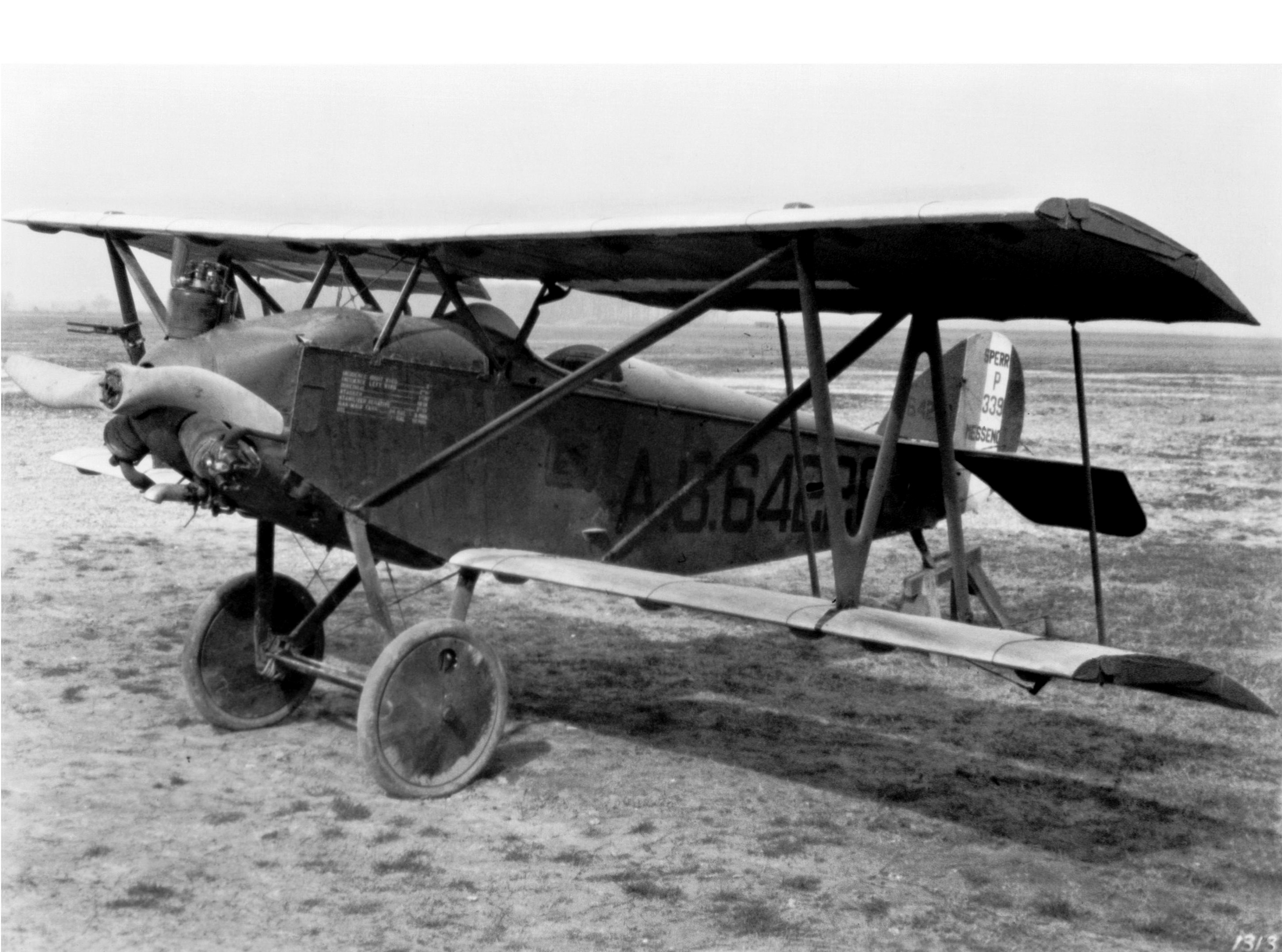
Uno Sperry M-1 al Langley Memorial Aeronautical Laboratory della NACA ad Hampton, Virginia, nel 1926.

Messenger
designazione aziendale Sperry, realizzato in 42 esemplari, in seguito indicato con la designazione USAAS M-1, M-1A e MAT.
M-1
identificazione militare del Messenger, utilizzato come aereo da collegamento e comunicazione, 26 esemplari indicati dall'USAAS come Verville-Sperry M-1
M-1A
versione del Messenger con incrementata capacità del serbatoio del combustibile, realizzata in 16 esemplari.
MAT
abbreviazione di Messenger Aerial Torpedo, versione del Messenger utilizzata come bomba volante radiocomandata, 8 conversioni realizzate.

## Utilizzatori
Stati Uniti
- United States Army Air Service

## Galleria d'immagini

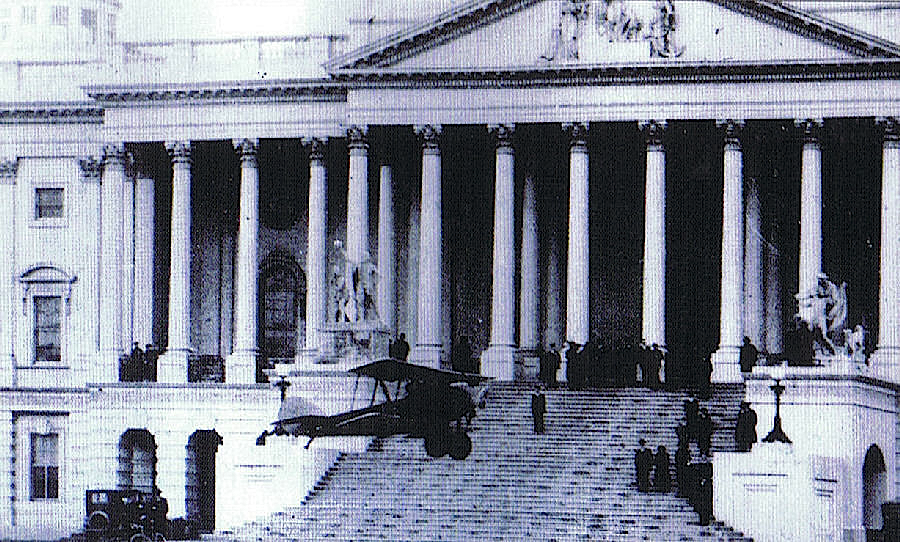
Sperry mentre atterra al Campidoglio.
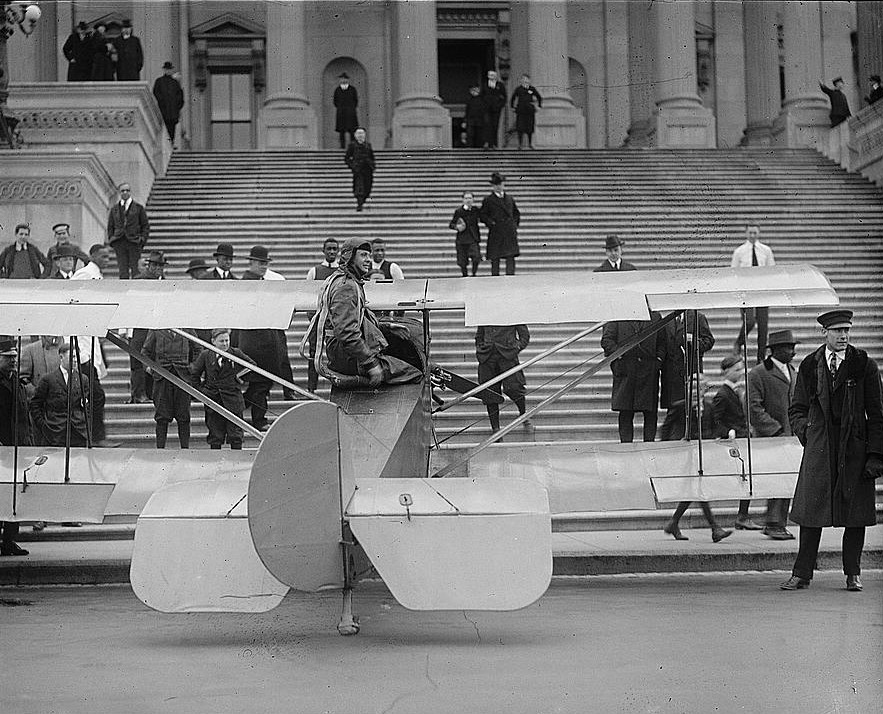
Dopo l'atterraggio, di fronte alla scalinata.
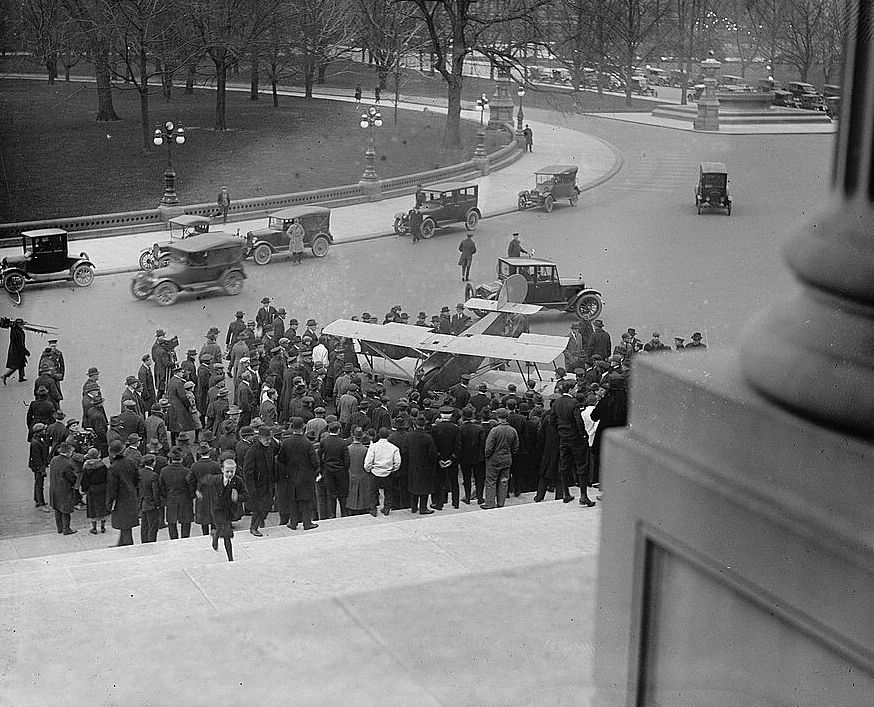
Sperry attorniato dalla folla di curiosi.